# Michael Fink
Michael Fink (Waiblingen, 1º febbraio 1982) è un allenatore di calcio e calciatore tedesco, centrocampista del Gießen.